# Иванцов, Виктор Михайлович
Виктор Михайлович Иванцов (род. 1933) — советский и российский учёный, конструктор радиолокационных систем. Герой Социалистического Труда (1985).

## Биография
Виктор Михайлович Иванцов родился 27 июня 1933 года в Феодосии. С 1937 года проживал вместе с семьёй сначала в Ростове-на-Дону, позднее в Новороссийске. В годы Великой Отечественной войны находился в эвакуации. В 1944 году вернулся на родину. В 1952 году Иванцов окончил среднюю школу, в 1958 году — Московский авиационный институт, после чего был направлен на работу в Радиотехнический институт Академии наук СССР. Прошёл путь от старшего лаборанта до начальника научно-исследовательской лаборатории, начальника научно-исследовательского отдела института.
Активно участвовал в разработке многих советских радиолокационных станций систем контроля космического пространства и предупреждения о ракетном нападении. В 1960-х годах был первым заместителем главного конструктора РЛС «Днестр» комплекса «Истребитель спутников», разработал проект сплошного непрерывного поля надгоризонтного обнаружения запуска вероятным противником баллистических ракет. С 1973 года Иванцов возглавлял конструирование советской надгоризонтной РЛС системы предупреждения о ракетном нападении «Дарьял», которая имела высочайшую точность — обнаруживала объект диаметром 30 сантиметров на расстоянии до 6 тысяч километров.
Закрытым указом Президиума Верховного Совета СССР в 1985 году «за выдающиеся заслуги в создании специальной техники» Виктор Михайлович Иванцов был удостоен высокого звания Героя Социалистического Труда с вручением ордена Ленина и медали «Серп и Молот».
После распада СССР продолжал работать над созданием новых российских радиолокационных систем, был заместителем директора института, главным конструктором. С 2000 года — советник председателя Совета директоров Радиотехнического института имени А. Л. Минца Академии наук Российской Федерации.
Кандидат технических наук, является автором более чем 50 научных работ. В 1967 году Иванцову была присуждена Государственная премия СССР в области науки и техники. Награждён орденами Октябрьской Революции и Трудового Красного Знамени, рядом медалей.

## Публикации
- Иванцов В. М. От «Днестра» до «Днепра» // «Воздушно-космическая оборона» : журнал. — М.: ИД «ВПК-Медиа», 2011. — № 1. Архивировано 8 августа 2014 года.